# Főúri udvartartás
Az udvartartás (főnév) a német Hofhaltung szóból származik. A szó az udvari személyzet tartását jelenti, akik a háztartás ellátásáért, valamint a ház urainak és úrnőinek kényelméért feleltek.
A főúri udvartartás az alá-fölé rendeltségi alapon elhelyezkedő alkalmazottak hozzáértéséből, s a megfelelő vagyoni háttérből fakadt elsődlegesen. 
Az önreprezentáló és attitűdformáló főúri udvartartás működéséhez ugyanis egy központi igazgatási testület, például a Festetics család esetében a keszthelyi Directio járult hozzá különféle instrukciók kidolgozásával. Ehhez természetesen hozzátartozott a főúri, főnemesi létformából, társadalmi státusból fakadóan, hogy az arisztokraták reprezentatív lakókörnyezetet alakítottak ki, mely visszatükrözte rangjuk, társadalmi állásuk nagyságát.